# Битка код Улсана
Битка у Корејским вратима, позната у енглеској литератури као битка код Улсана (енгл. Battle off Ulsan), била је поморска битка у руско-јапанском рату, вођена 14. августа 1904. Завршена је победом Јапанаца.

## Позадина

### Руски владивосточки одред
Одмах по отпочињању непријатељстава, на Јапанском мору је непрекидно дејствовао руски Владивосточки одред – три оклопна крсташа, крстарица и десет торпедних чамаца, који је имао задатак да крстаричким ратом одвуче део јапанске флоте са бојишта у Жутом мору. Његова борбена активност је трајала од првих дана рата, фебруара 1904. године до августа исте године и била је усмерена против војних транспорта и поморског саобраћаја.
Владивосточки одред је за шест месеци испловљавао шест пута. У Корејским вратима руски оклопни крсташи су 15. јуна потопили два транспортна брода са укрцаним трупама и материјалом, а један теже оштетили.

### Покушај спајања са флотом из Порт Артура
Главнокомандујући руске флоте на Далеком истоку, адмирал Алексејев, не знајући за исход битке у Жутом мору, 11. августа је наредио одреду да исплови у правцу Корејских врата и садејствује Првој тихоокеанској ескадри при пробоју у Владивосток. 12. августа, под командом адмирала Јесена (рус. Иессен) испловили су оклопни крсташи „Росија“ (рус. Россия), „Громбој“ (рус. Громбой) и „Рјурик“ (рус. Рюрик) и упутили се у правцу Корејских врата. 14. августа.

## Битка
У зору, владивосточки одред је наишао на ескадру адмирала Хиконоја Камимуре (1. мај 1850 — 7. август 1916. г.) коју су сачињавала четири оклопна крсташа. Након једночасовне битке, која је отпочела у 05:00 часова, по паралелним курсевима са одстојања од 10.000 до 12.000 метара, руском оклопном крсташу „Рјурик“ било је оштећено кормило. Адмирал Јесен је након више узалудних покушаја да га заштити са преостала два оклопна крсташа препушта судбини и у 08:00 часова враћа се за Владивосток. Одредивши две лаке крстарице стациониране у Корејским вратима да униште оклопни крсташ „Рјурик“, адмирал Камимура се упустио у прогон адмирала Јесена све до 10:00 часова када му је понестало муниције. У 10:15 часова, пошто су му сви топови били уништени, а ¾ посаде убијено или рањено, преостали део посаде је потопио оклопни крсташ „Рјурик“.

## Последице
У јулу 1905. г. Јапанци су уз подршку ескадре састављене од два бојна брода, седам крстарица, две топовњаче, 30 разарача и торпедних чамаца, искрцали десант јачине 14.000 људи и пратећу опрему и заузели острво Сахалин. Тиме су биле окончане активне поморске операције.
Поред тога, Руси су на океанским комуникацијама према Јапану ангажовали и пет помоћних крстарица депласмана 7.000 до 12.000 тона, брзине 18 до 20 чворова. Владивосточки одред је укупно био уништио 18 трговачких бродова, али није успео да за дуже време са главног бојишта привуче на себе знатније снаге и тако утиче на однос снага у Жутом мору. Услед недостатка стратешки погодних упоришта, нарочито с обзиром на јапанске комуникације у Тихом океану, а добрим делом и због притиска неутралних држава, Русија није имала услова да на Далеком истоку поведе крстарички рат већих размера. Тактика се, углавном, сводила на брзе и изненадне појединачне нападе на трговачке бродове, увек на другом месту, на што већој удаљености од места ранијег напада.